# Acalolepta savoensis
Acalolepta savoensis är en skalbaggsart som beskrevs av Stefan von Breuning 1979. Acalolepta savoensis ingår i släktet Acalolepta och familjen långhorningar. Inga underarter finns listade i Catalogue of Life.